# 小黑鸬鹚
小黑鸬鹚（学名：Phalacrocorax sulcirostris）是一种分布于澳大利亚和新西兰北部的鸟类，属于鸬鹚科鸬鹚属。体长约六十厘米，通体黑色，眼睛呈蓝绿色。
该物种是单型物种，没有亚种分化，2019年的一项分子系统学研究显示，小黑鸬鹚是印度鸬鹚的姊妹物种，二者约在250—320万年前的上新世晚期分化开来。

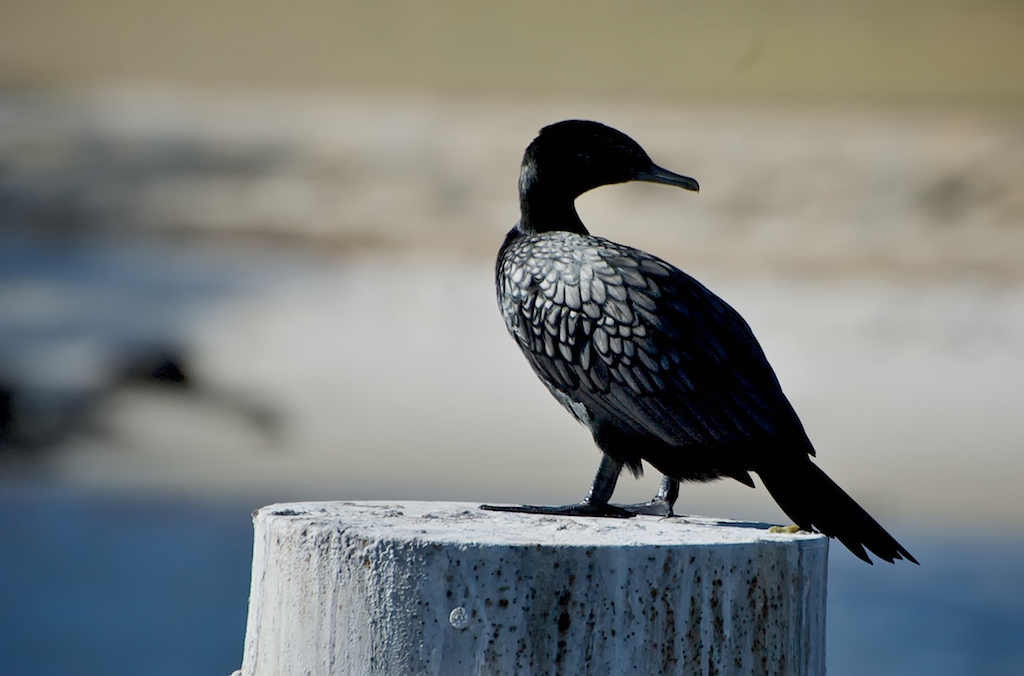
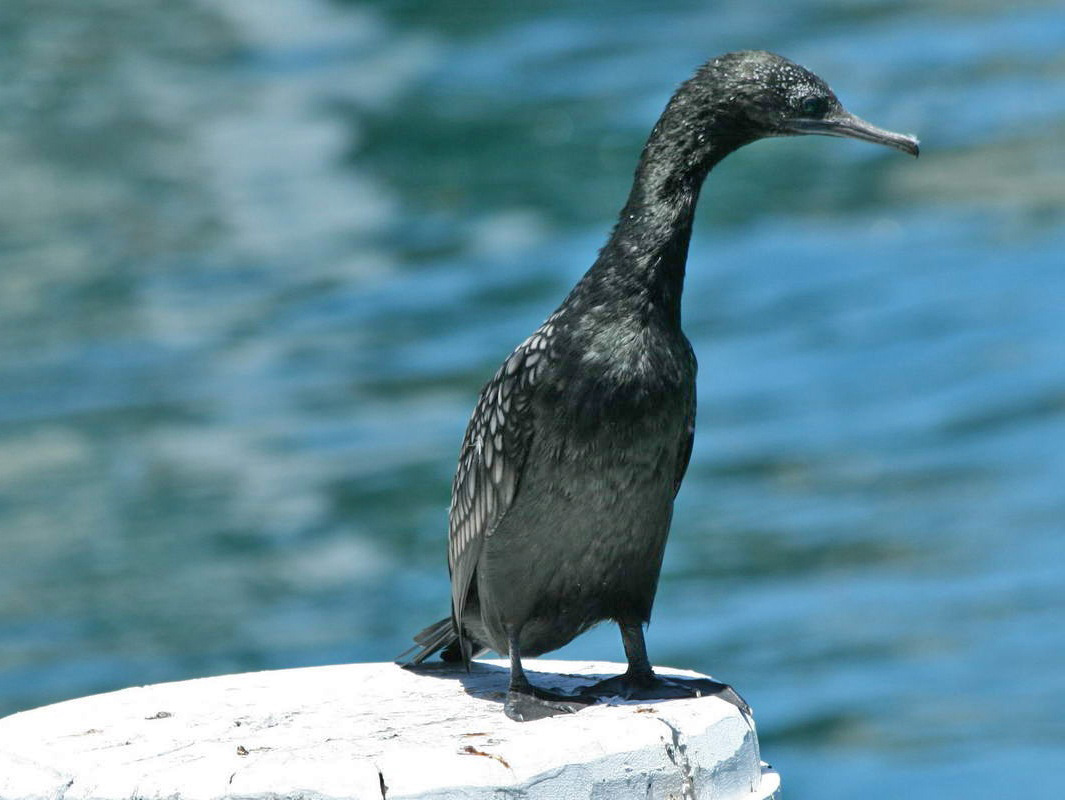
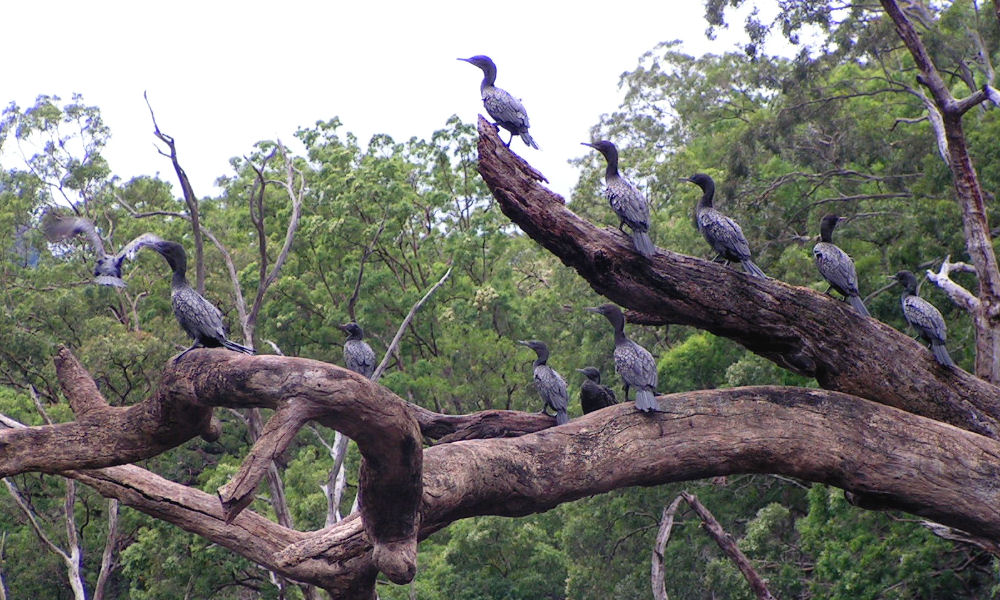
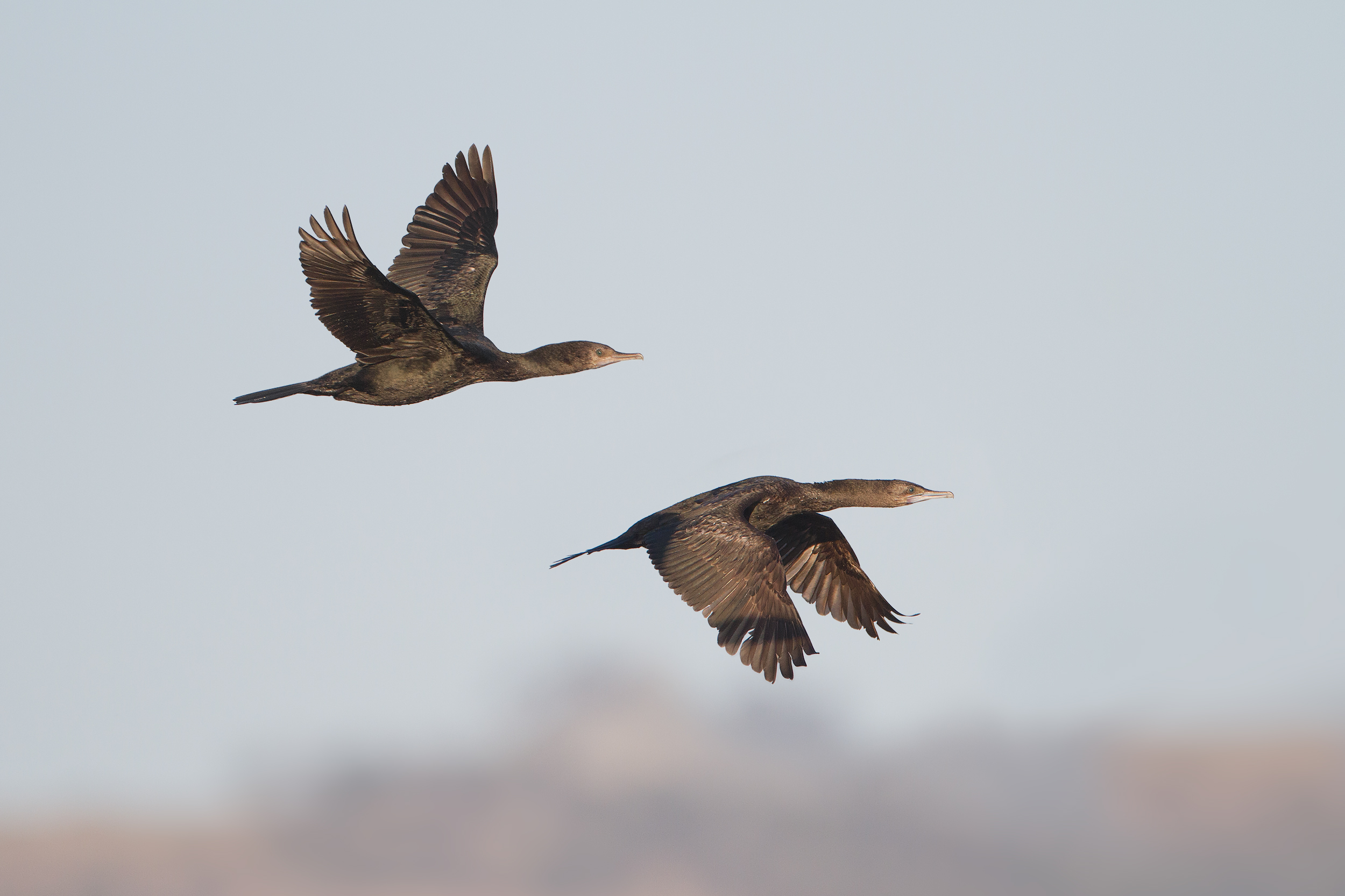